# Nichttragbare Auszeichnungen der Luftwaffe

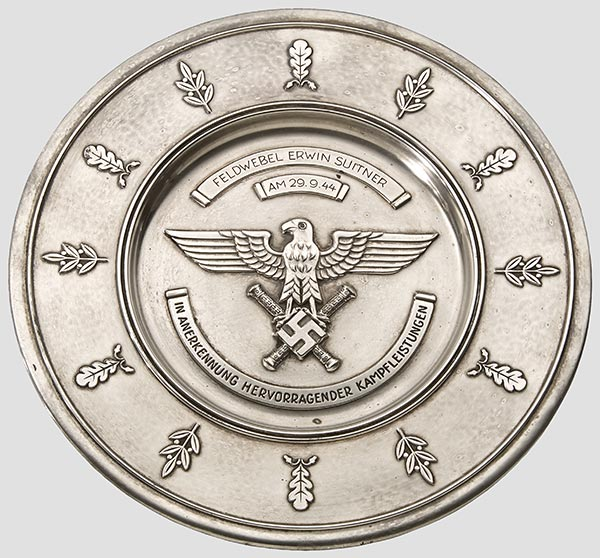
Die Ehrenschale für hervorragende Kampfleistungen der Luftwaffe

Wohl einzigartig im deutschen Auszeichnungswesen während der Zeit des Nationalsozialismus war die Schaffung sogenannter Nichttragbarer Auszeichnungen der Luftwaffe innerhalb der Luftwaffe. Obwohl ein Großteil dieser Plaketten und Medaille erst im Zuge des Zweiten Weltkrieges gestiftet wurden, lassen sich die ersten Neuschaffungen auf das Jahr 1937 titulieren. Einzige Ausnahmen bilden hier die Seewart-Medaille, die bereits 1872 gestiftet wurde, und die Hellmann-Medaille aus dem Jahr 1929.

## Medaillen und Ehrenplaketten
- Seewart-Medaille (1872/1964)
- Hellmann-Medaille (1929/1936)
- Ehrenplakette des Luftkreises V (1937)
- Goldene Buch der Flieger (1938)
- Ehrenplakette der Flieger-Division 4 (1938)
- Ehrenplakette des Kampfgeschwaders 257 (1938)
- Adlerschild des Kampfgeschwaders 30 (1939)
- Ehrenpokal für besondere Leistung im Luftkrieg (1940)
- Ehrenmedaille der Luftkriegsschule 3 (1940)
- Ehrenschild des Luftgaukommandos Norwegen (1940)
- Ehrenplakette der Luftflotte 1 (1940)
- Ehrenplakette des Wehrmachtbefehlshabers in den Niederlanden (1940/1941)
- Anerkennungsplakette für ausgezeichnete Leistungen im technischen Dienst der Luftwaffe (1941)
- Ehrenschild des Luftgaues XI (1941)
- Ehrenplakette der Luftflotte 2 (1941)
- Plakette des Luftgaues Kiew (1941)
- Ehrenplakette der Kampfgruppe z. b. V. 105 (1942)
- Ehrenschale für hervorragende Kampfleistungen der Luftwaffe (1942)
- Ehrenplakette des Oberbefehlshabers Süd (1942)
- Ehrenplakette des Luftgaukommandos VIII (1942)
- Ehrenplakette des Luftgaustabes Finnland (1942)
- Ehrenplakette des Luftgaukommandos Moskau (1942)
- Plakette des Luftgaues Charkow (1942/1943)
- Luftgau-Plakette des Feld-Luftgaukommandos Belgien-Nordfrankreich (1943)
- Ehrenschild des XI. Flieger-Korps (1943)
- Ehrenplakette des Luftgaues XVII (1943)
- Eiserne Ehrenplakette des Luftgaues XII (1943)
- Ehrenplakette des Feld-Luftgaues XXV (1943)
- Ehrenplakette der 21. Luftwaffen-Felddivision (1943)
- Ehrenplakette des Feld-Luftgaues XXX (1943/1944)
- Plakette des Luftwaffenkommandos Südost (1944)
- Luftgau-Plakette des Feld-Luftgau-Kommandos Westfrankreich (1944)

## Sonstige Ehrenplaketten

### Ehrenplakette der Generalluftzeugmeister-Kraftfahr-Verfügungs-Abteilung
Entsprechende Hintergrundinformationen, die zur Schaffung dieser Ehrenplaketten führten, liegen bisher nicht vor. Ihre Verleihung erfolgte von 1941 bis 1943. Einzig bekannte Generalluftzeugmeister waren Ernst Udet (1939 bis 1941) und nach dessen Suizid ab Ende November 1941 bis 1943 Erhard Milch. Die aus geschwärzten Eisenguss hergestellte Plakette ist quadratisch und hat die Maße 148 mm × 148 mm. Sie zeigt mittig einen runden erhöhten „Stempeldruck“ mit der Umschrift: KRAFTFAHR-VERFÜGUNGS-ABTEILUNG (oben) und GENERALLUFTZEUGMEISTER unten. Innerhalb dieser Umschrift findet sich das Hoheitsabzeichen der Luftwaffe, flankiert von den Jahreszahlen 1941 (links) und 1943 (rechts), welches über einem vierblättrigen Propeller fliegt. Zwischen den Propellernaben sind die Buchstaben G (links) und L (rechts) (Generalluftzeugmeister) zu lesen. Daran anschließend folgen zwei unten gekreuzte und nach oben hin gebogene offene und halbkreisförmig angelegte Lorbeerzweige, die an ihrem unteren Schnittpunkt durch eine Schleife verbunden sind.

### Plakette des Flakscheinwerfer-Regiments 2
Das Flakscheinwerfer-Regiment 2 wurde im Januar 1942 durch einfache Umbenennung des ehemaligen Flakscheinwerfer-Regiments 114 gebildet. Kommandeur war anfangs Oberst Hans Simon, der das Kommando bis 8. Februar 1942 innehatte, um dann von seinem Nachfolger Oberst Edmund Stiller abgelöst zu werden, der die Geschicke des Regiments bis zur Auflösung führte. Die Stiftung der Plakette geht dabei auf Hans Simon zurück. Die runde bronzene Medaille zeigt auf ihrem Avers innerhalb der Umschrift: FÜR BESONDERE oben und VERDIENSTE unten, mittig einen Schild mit dem Regimentsabzeichen bzw. ein Symbol der Nachtjagd, einen sich vor einem Blitz herabstürzenden Adler sowie zwei sich kreuzende Flakscheinwerferkegel darunter. Innerhalb des Schildes findet sich links sowie rechts oben die Ziffer 2 wobei letztere rechts seitenverkehrt wiedergegeben wird. Das Revers der Medaille zeigt hingegen einen abgeflachten Hügel mit dem darüber liegenden, mit Wolken verzierten Himmel, sowie zwei Feindflugzeuge (Bomber). Dieser Himmel wird zusätzlich noch durch vier sich kreuzende Flakscheinwerferkegel durchbrochen, von denen zwei Flakscheinwerfer im Vordergrund zu sehen (links und rechts des Medaillenrandes) sind. Am unteren Rand der Medaille ist mittig die Jahreszahl 1941 zu lesen, unter dem wiederum der Hersteller der Medaille Hoffstätter Bonn zu lesen ist.

### Ehrenplakette der Luftflotte 3
Obwohl die Existenz der Luftflotte 3, die am 1. April 1934 als Luftkreis V in München etabliert wurde, unstrittig ist, hat es niemals eine Ehrenplakette der Luftflotte 3 gegeben. Der einzige Hinweis auf eine derartige Auszeichnung ist eine reine Namensbezeichnung ohne Abbildung oder weitere Hintergrundinformationen.

### Ehrenplakette der Luftflotte 4
Der Kommandostab der Luftflotte 4 wurde am 16. März 1939 attestiert und nahm in der Folge am Überfall auf Polen teil. Von der Ehrenplakette der Luftflotte 4 sind keine Hintergrundinformationen bekannt, jedoch existiert die Abbildung einer solchen Plakette in einer Publikation. Die Ehrenplakette zeigt demnach innerhalb eines Randes aus Lorbeerblättern im oberen 2/3 der Plakette ein Eisernes Kreuz vor dem mittig das Hoheitsabzeichen der Luftwaffe erhaben geprägt ist. Unter dem Eisernen Kreuz ist eine Leerzeile eingefügt, auf der nachträglich der Name des Beliehenen eingraviert wurde. Daran anschließend ist die dreizeilige Inschrift: IN.ANERKENNUNG / SEINER.VERDIENSTE / LUFTFLOTTE 4 zu lesen.

### Ehrenplakette der Luftflotte 5
Der Kommandostab der Luftflotte 5 wurde am 12. April 1940 im Zuge der Vorplanungen des Unternehmens Weserübung aufgestellt und wurde 1941 nach Finnland verlegt, wo sie bis Oktober 1944 blieb. Erst im November 1944 wurde sie wieder der deutschen Luftwaffe in Norwegen unterstellt und blieb dort bis Kriegsende. Eine entsprechende Realie aus der Zeit ist bisher nicht bekannt geworden. Allerdings findet sich eine entsprechende Namenspublikation, ohne jedoch auf weitere Hintergrundinformationen oder deren Erscheinungsbild einzugehen.

### Ehrenplakette des XXX. Fliegerkorps
Die Existenz einer derartigen Ehrenplakette ist nicht belegbar, obwohl eine Bewertung existiert. Das XXX. Flieger-Korps wurde jedoch niemals geplant oder aufgestellt. Aus diesem Grund kann auch keine Ehrenplakette geschaffen worden sein.

### Ehrenplakette des Luftgaukommandos Holland
Die Ehrenplakette des Luftgaukommandos Holland, über die ansonsten keinerlei Hintergrundinformationen vorliegen, ist hochrechteckig, versilbert und zeigt in ihrer Mitte die geografische Darstellung der Niederlande vor der eine 88er Flakkanone abgebildet ist. Darüber ist das Hoheitsabzeichen der Luftwaffe zu sehen und unter der Flakkanone das Stadtwappen von Amsterdam, welches als Trennung der Inschrift: NIDER (Wappen) LANDE dient. Darunter, ebenfalls noch durch das Wappen getrennt, sind die Jahreszahlen 1940 (Wappen) 1941 zu lesen. Die Verleihung der Plakette erfolgte wahrscheinlich nur im Zeitraum von 1940 bis 1941 unter ihren Befehlshabern Generalleutnant Karl Alfred Haubold und General der Flieger Hans Siburg.

### Ehrenplakette des Luftgaues XII/XIII
Bisher sind keine Realien oder Abbildungen dieser Ehrenplakette bekannt geworden, allerdings eine Erwähnung in einer Fachpublikation. Es ist daher zu vermuten, dass es sich um ein Phantasieprodukt handelt.